# Demokratisk center
Demokratisk center (kroatiska: Demokratski centar, förkortat DC) är ett politiskt parti i Kroatien. Partiet grundades 2000 och ligger till center-höger på den politiska skalan. Partiet är medlem i det Europeiska folkpartiet (EPP) och har sedan valet 2011 ett mandat i det kroatiska parlamentet.

## Ideologi
Demokratisk center är ett mittenparti som anser sig företräda liberalism, klassisk republikanism och konservatism. Partiet framhåller värden som människans värdighet och individens unika ställning. Vidare betonar det värden som frihet, rättvisa, solidaritet och familjen som den grundläggande mänskliga gemenskapen. Partiet anser att utveckling bör bygga på tradition, samhället och staten bör vila på kristna principer, respekt för institutionerna och kärleken till fosterlandet.

## Partiledare
- Vesna Škare-Ožbolt, 2000-